# Plaza de la Independencia (Madrid)
La plaza de la Independencia está emplazada en Madrid (España). Se encuentra atravesada, de este a oeste, por la calle de Alcalá y a ella también confluyen las calles de Serrano, por el norte, y de Alfonso XII, por el sur. En su extremo noroeste, se sitúa la calle de Salustiano Olózaga y, en el sureste, arranca la Avenida de Méjico, que discurre íntegramente por el Parque de El Retiro.

## Características
El lugar es uno de los más simbólicos de la capital española, al albergar la Puerta de Alcalá, uno de los monumentos madrileños más célebres. Ésta fue construida en el año 1778 a instancias del rey Carlos III, según un proyecto del arquitecto Francesco Sabatini. La actual distribución de la plaza empezó a gestarse en el año 1869, cuando fue derribada la cerca que delimitaba la ciudad por el este y que estaba adosada a la puerta. Se configuró un espacio circular, presidido, en su punto central, por la Puerta de Alcalá. 
El contorno del recinto está formado por edificios de finales del siglo XIX y principios del XX, levantados durante el ensanche de Madrid. En el lado suroriental, se encuentra la Puerta de la Independencia, uno de los principales accesos al parque de El Retiro.